# Françoise Bonnet
Pour les articles homonymes, voir Bonnet.
Françoise Bonnet, née le 8 avril 1957 à Montluçon, est une athlète française, spécialiste des courses de demi-fond, des courses de fond et de marathon.
Elle prend la deuxième place du marathon féminin de New York de 1987.
Elle termine quatorzième du marathon féminin aux Jeux olympiques d'été de 1988, sixième du marathon féminin aux Championnats d'Europe d'athlétisme 1990 et vingtième du marathon féminin aux championnats du monde d'athlétisme 1991. 
Elle est médaillée d'argent par équipes à la Coupe d'Europe de marathon 1988 et médaillée de bronze par équipes à la Coupe du monde de marathon 1987 et à la Coupe du monde 1991.
Elle est sacrée championne de France du 3 000 mètres en 1986 et championne de France de marathon la même année.
Son meilleur temps sur le marathon est de 2 heures 31 minutes 20 secondes réalisé en 1990.
Elle a enseigné comme professeur d'éducation physique et sportive au collège Sancy Artense à la Tour d'Auvergne.